# ハーキュリーズ (化学会社)

Logo

ハーキュリーズ（Hercules Incorporated）は、アメリカ合衆国にあった化学会社。現在はアシュランド傘下となっている。

## 概要
源流は、1861年、南北戦争における北軍への火薬供給逼迫に対応して設立された火薬会社California Powder Works（カリフォルニア火薬製造）に遡る。「ハーキュリーズ」を商標とする黒色火薬が有名で、その工場を中心とした企業城下町にもハーキュリーズという名が付けられた（ただしここでは黒色火薬でなく主にダイナマイトを生産した）。1903年には、東海岸を本拠とするデュポンに買収、合併された。
しかし1912年、デュポンの火薬事業は反トラスト法違反で有罪とされて分割され、その一部が独立してハーキュリーズ社となった。その後、ハーキュリーズはアメリカの代表的火薬会社として発展し、第二次大戦後は固体燃料ロケットにも参入した。その後兵器関連事業は奮わなくなったが、代わりに特殊化学品、特に水処理・製紙関連事業等へ多角化した。
当時は炭素繊維ベースの複合材料（カーボンコンポジット）の製造・加工などに強みを持ち、1980年代にはマクラーレンを始めとする多くのF1チームから、レースで使用するフォーミュラカーのモノコック製造を請け負ったことなどでも知られる。
2008年、アシュランドに買収・合併されたが、現在も水処理事業のグループ会社アシュランド・ハーキュリーズ・ウォーター・テクノロジーズに名を残している。